# Avril 1923

## Événements
- 1er avril, France : la loi fixe la durée du service militaire à 18 mois et précise le régime des sursis.
- 2 avril : premier vol du « Wright H3 ».
- 9 avril : promulgation d'une constitution en Afghanistan[1]. Gouvernement constitutionnel. Réformes. Les titres de noblesse sont abolis, l’enseignement pour les femmes est décrété, et d’autres mesures radicales destinées à moderniser les institutions traditionnelles sont imposées.
- 15 avril : Targa Florio.
- 16 au 17 avril : un équipage américain (Kelly et Macready) bat le record de durée de vol : 36 heures et 04 minutes, sur un « Fokker Liberty ».
- 17 avril : devant le 12e congrès du PC, Trotski dénonce la « crise des ciseaux », c’est-à-dire l’écart croissant des prix industriels et agricoles.
- 19 avril : adoption d’une Constitution en Égypte, qui prévoit un régime parlementaire bicaméral avec une Chambre des députés élue au suffrage universel et un Sénat composé de personnalités élues ou nommées par le roi. Ce dernier détient d’importants pouvoirs dont le droit de désigner le Premier ministre, de renvoyer le gouvernement et de dissoudre la chambre. L’islam demeure la religion d’État. Au printemps, Saad Zaghlul est libéré et le Wafd autorisé à reprendre ses activités politiques. En juillet, la loi martiale est levée.
- 21 avril : l'historien de l'art Aby Warburg prononce sa conférence sur le « Rituel du serpent » chez les Indiens Hopis. Cette conférence aura des retentissements jusque dans les écrits de Ernst Cassirer relatifs à la “pensée symbolique”. À la croisée des chemins entre ethnologie et histoire de l'art, il convaincra alors ses médecins de le laisser sortir de son internement à la clinique Bellevue.
- 27 avril : fin de la guerre civile irlandaise : Frank Aiken, nouveau chef de l’IRA (Irish Republican Army) depuis la mort de Liam Linch, et Éamon de Valera, déposent les armes et décident de poursuivre la lutte sur le plan politique.

## Naissances
- 1er avril : Mike Grgich, viticulteur américain († 13 décembre 2023).
- 2 avril : Gloria Henry, actrice américaine († 3 avril 2021).
- 3 avril : Gerda Sutton, peintre d'origine britannique naturalisée française († 30 septembre 2005).
- 4 avril : Georges Coulonges, Auteur et Parolier français († 12 juin 2003).
- 5 avril : Ernest Mandel, économiste et personnalité politique trotskiste, allemand († 20 juillet 1995).
- 9 avril : Albert Decourtray, archevêque de Lyon, cardinal et académicien français († 16 septembre 1994).
- 13 avril : Jan van Genderen, théologien, professeur et pasteur néerlandais († 23 mars 2004).
- 17 avril : Jacques Sternberg, auteur de Science-fiction franco-belge († 11 octobre 2006).
- 18 avril : Gershon Edelstein, rabbin israélien († 30 mai 2023).
- 19 avril : Lygia Fagundes Telles, écrivaine brésilienne († 3 avril 2022).
- 20 avril : Eugène Lecrosnier, évêque catholique français, évêque émérite de Belfort († 15 octobre 2013).
- 21 avril : Gustaw Holoubek, acteur de théâtre et de cinéma, réalisateur et homme politique polonais († 6 mars 2008).
- 22 avril : Bettie Page, mannequin américain († 11 décembre 2008).
- 25 avril : 
  - Albert King, bluesman américain († 21 décembre 1992).
  - Francis Graham-Smith, astronome britannique († 20 juin 2025).
- 30 avril : Percy Heath, contrebassiste de jazz américain († 28 avril 2005).

## Décès
- 5 avril : Lord Carnarvon, égyptologue britannique.
- 23 avril : Georges Jules Moteley, peintre français (° 14 juillet 1865).
- 25 avril : Louis-Olivier Taillon, premier ministre du Québec.
- 26 avril : William Anderson, joueur britannique de cricket et de football (° 27 juin 1859).